# Tanabang Ulu
Tanabang Ulu is een bestuurslaag in het regentschap Ogan Ilir van de provincie Zuid-Sumatra, Indonesië. Tanabang Ulu telt 830 inwoners (volkstelling 2010).